# 9 Draconis
9 Draconis är en orange jätte i stjärnbilden Draken.
9 Dra har visuell magnitud +5,37 och är synlig för blotta ögat vid någorlunda god seeing. Den befinner sig på ett avstånd av ungefär 625 ljusår.